# Willamina
Willamina es una ciudad ubicada en el condado de Yamhill en el estado estadounidense de Oregón. En el año 2000 tenía una población de 1,844 habitantes y una densidad poblacional de 828 personas por km².

## Geografía
Willamina se encuentra ubicada en las coordenadas 4°36′28″N 123°29′6″O / 4.60778, -123.48500.

## Demografía
Según la Oficina del Censo en 2000 los ingresos medios por hogar en la localidad eran de $49,688, y los ingresos medios por familia eran $52,344. Los hombres tenían unos ingresos medios de $38,661 frente a los $24,583 para las mujeres. La renta per cápita para la localidad era de $16,745. Alrededor del 14.4% de la población estaban por debajo del umbral de pobreza.

## Localidades na vizinhança
Diagrama de las localidades a un radio de 24 km a la redonda de Long Neck. 